# Middlesbrough Institute of Modern Art
Il Middlesbrough Institute of Modern Art, noto anche come MIMA, è una galleria d'arte contemporanea con sede nel centro di Middlesbrough, in Inghilterra. La galleria è stata ufficialmente inaugurata domenica 27 gennaio 2007 e contiene circa 2500 opere. Attualmente è gestita in collaborazione con la Teesside University.

## Collezioni
Le collezioni di MIMA contengono opere di Frank Auerbach, Ben Nicholson, Stanley Spencer, Elizabeth Blackadder, Ken Currie, Katherine Pleydell-Bouverie, Gwen John, Dame Elisabeth Frink, Eduardo Paolozzi, Kara Walker, Peter Howson, Adrian Piper, Nancy Spero, David Bomberg, LS Lowry, Anne Redpath, Paula Rego, Sir Jacob Epstein, David Hockney, Jeremy Deller, David Remfry, Panayiotis Kalorkoti, Lucie Rie e Tracey Emin.